# Waschhaus Buriot (Mollans)

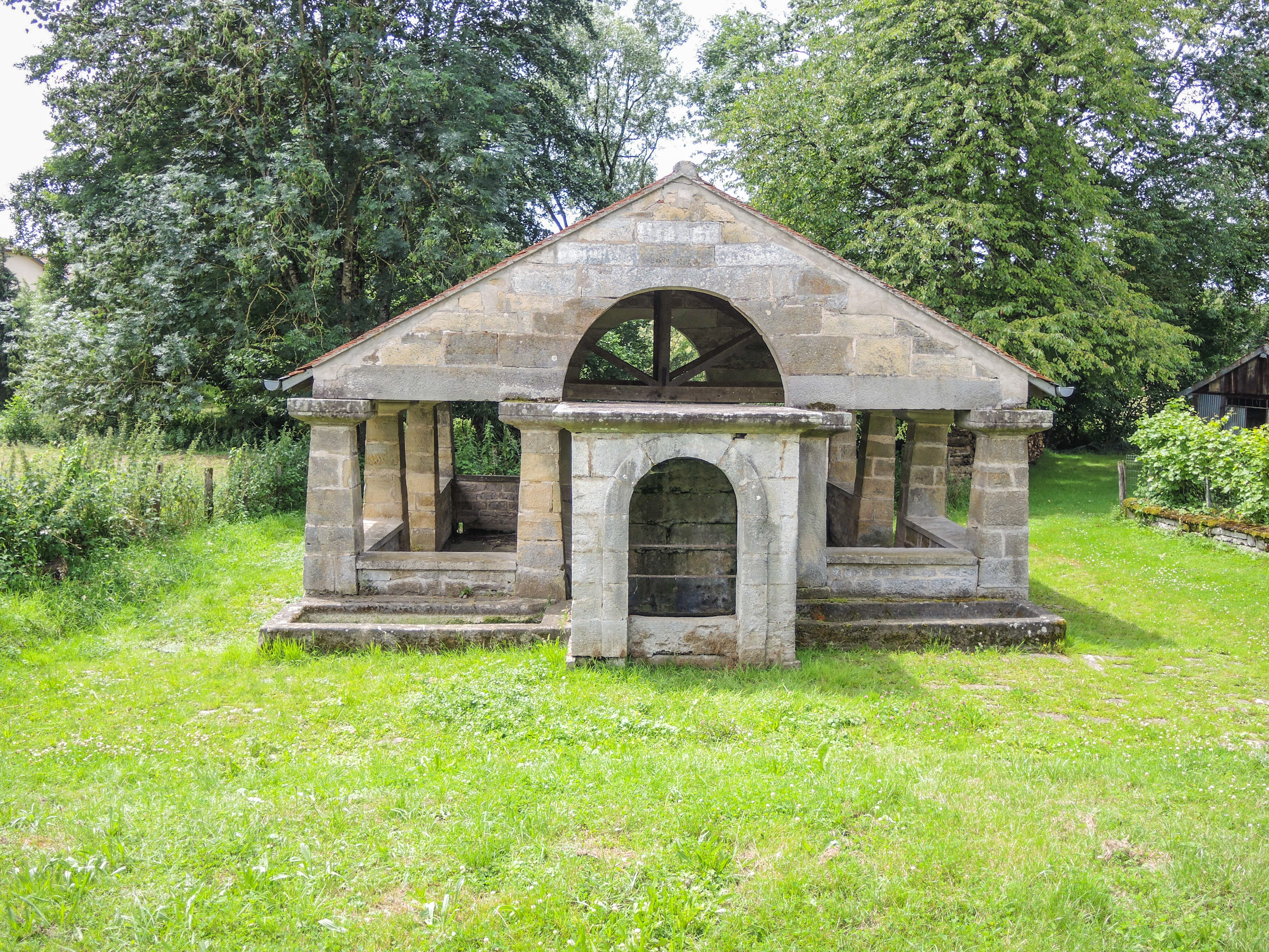
Waschhaus Buriot in Mollans

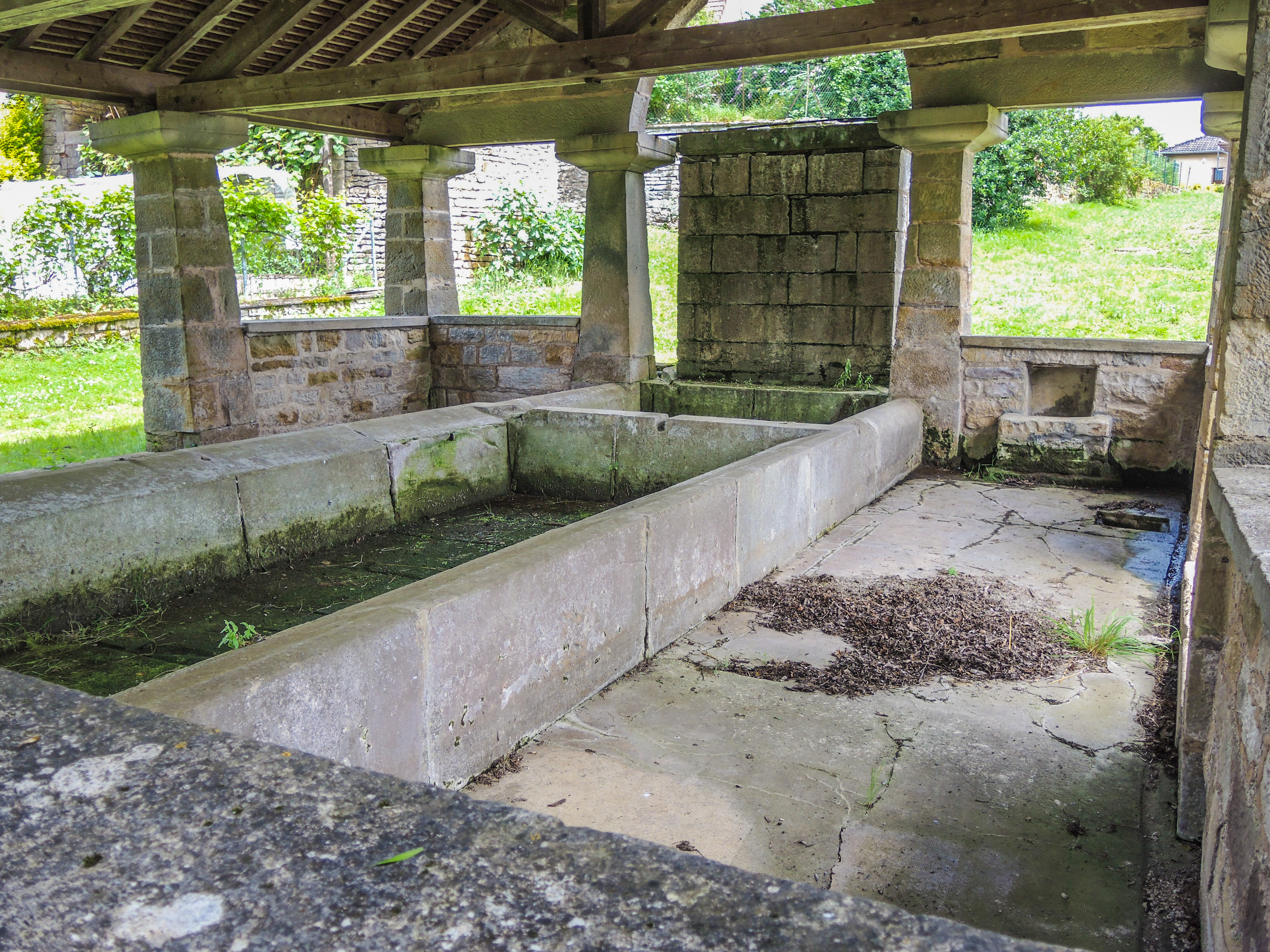
Innenansicht

Das Waschhaus Buriot (französisch lavoir) in Mollans, einer französischen Gemeinde im Département Haute-Saône in der Region Bourgogne-Franche-Comté, wurde 1822/23 errichtet. Das öffentliche Waschhaus steht seit 2008 als Monument historique auf der Liste der Baudenkmäler in Frankreich.
Das Waschhaus wurde nach Plänen des Architekten Louis Nicolas Well erbaut, der im Département Haute-Saône weitere solcher Waschhäuser errichtete.